# Samir Raja
Samir Maher Raja Suleiman (3 de setembro de 1994) é um futebolista profissional jordaniano que atua como meia.

## Carreira
Samir Raja representou a Seleção Jordaniana de Futebol na Copa da Ásia de 2015.